# 格氏前頜蝴蝶魚
格氏前頜蝴蝶魚，為輻鰭魚綱鱸形目蝴蝶魚科的其中一種。

## 分布
本魚分布於西印度洋區，包括葛摩、留尼旺及模里西斯海域。

## 特徵
本魚體側扁，吻突出且長，體略呈三角形，體白色，背鰭的側邊上有二條寬的黑色橫帶； 頭部有一黑色直條紋從背鰭第一棘起通過眼睛並延伸至吻部。體長可達11公分。

## 生態
本魚棲息於約水深80公尺的水域。

## 經濟利用
可做為觀賞魚，但較少見。